# Jenišovice (district de Jablonec nad Nisou)
Pour les articles homonymes, voir Jenišovice.
Jenišovice (en allemand : Jenschowitz) est une commune du district de Jablonec nad Nisou, dans la région de Liberec, en République tchèque. Sa population s'élevait à 1 237 habitants en 2021.

## Géographie
Jenišovice se trouve à 5 km au nord de Turnov, à 11 km au sud-sud-ouest de Jablonec nad Nisou, à 17 km au sud-sud-est de Liberec et à 80 km au nord-est de Prague.
La commune est limitée par Frýdštejn au nord et à l'est, par Turnov au sud, par Ohrazenice au sud-ouest et par Paceřice et Žďárek à l'ouest.

## Histoire
La première mention écrite du village date de 1143.

## Administration
La commune se compose de deux quartiers :
- Jenišovice
- Odolenovice

## Patrimoine
Patrimoine religieux

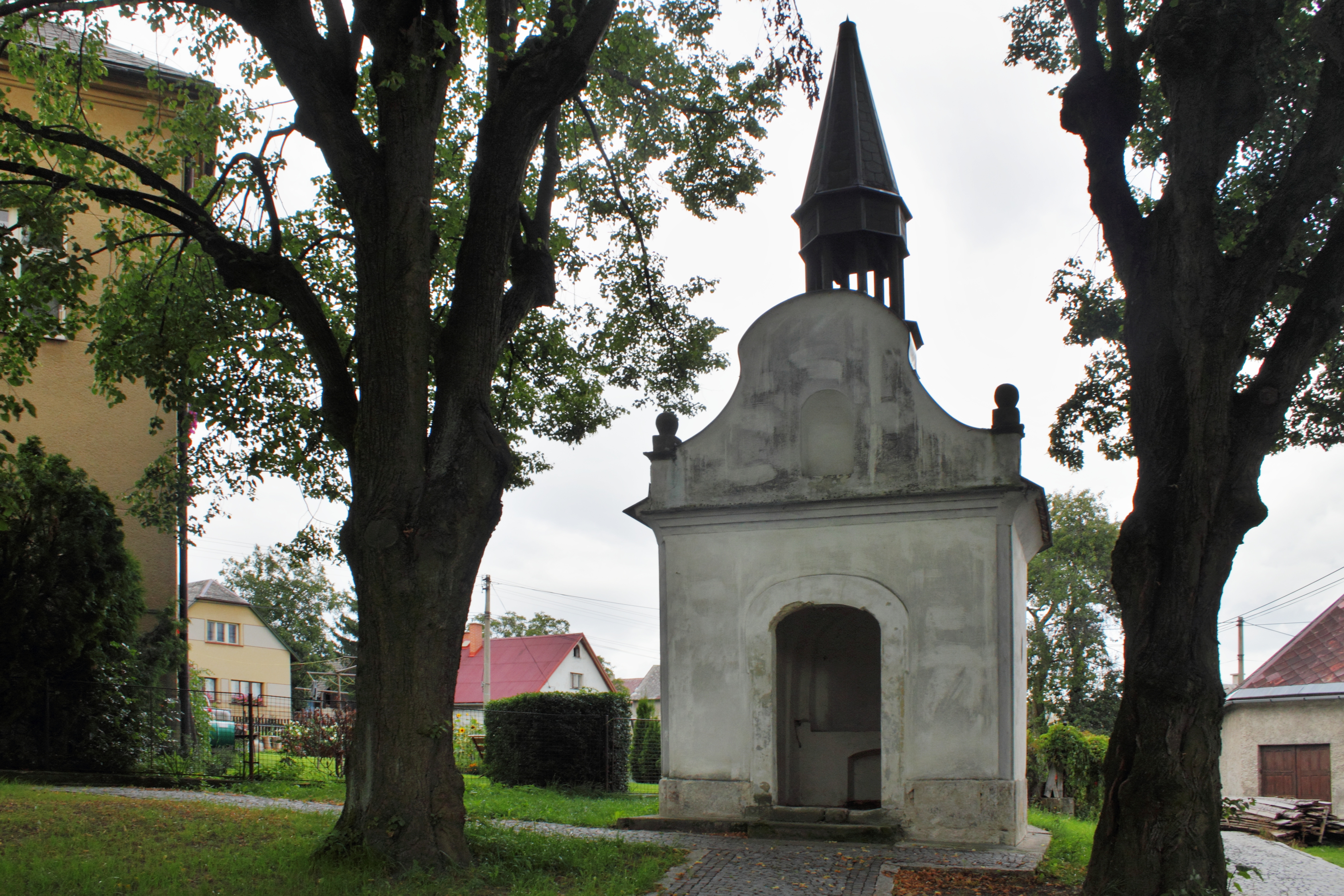
Chapelle à Odolenovice.
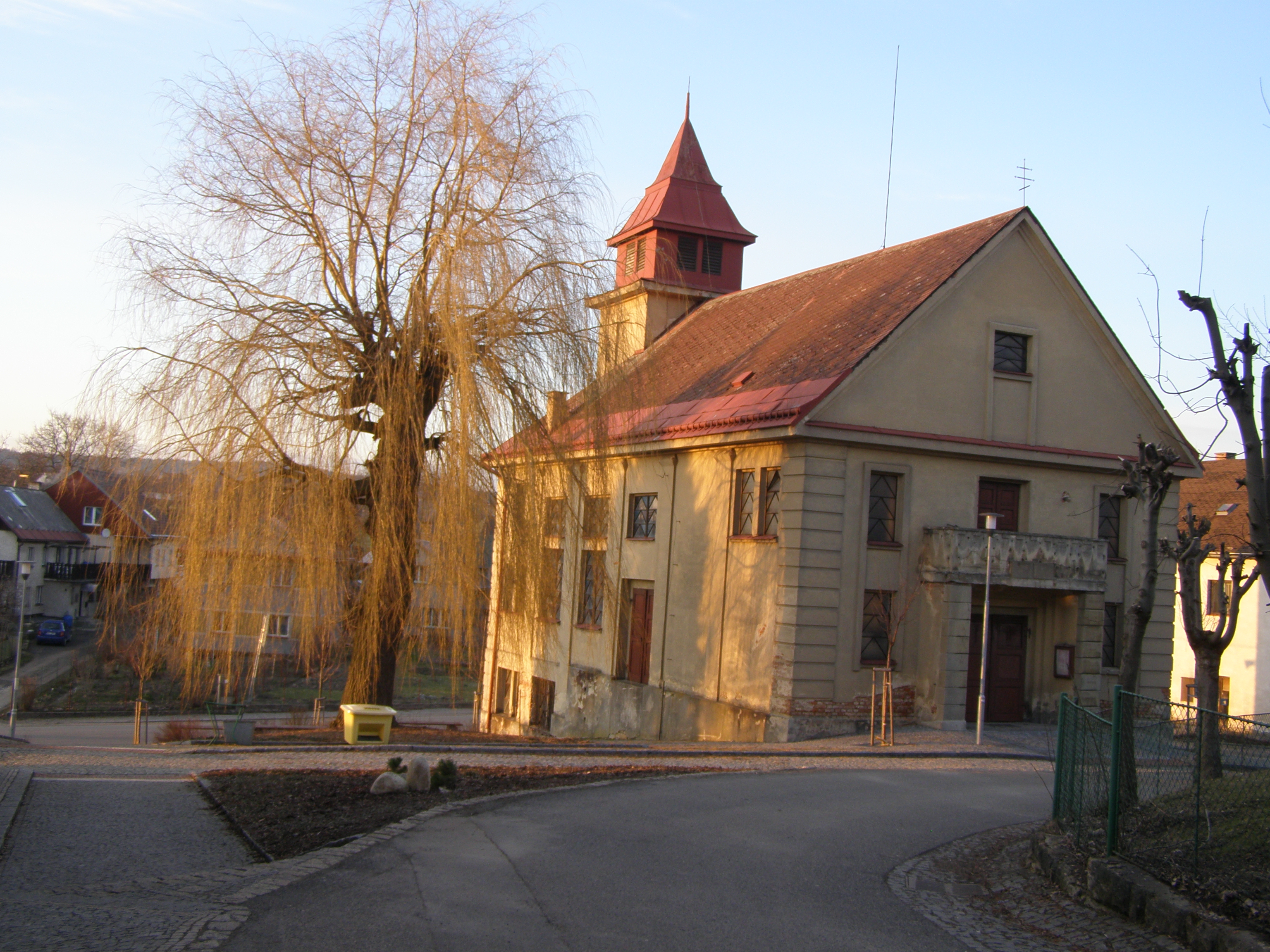
Église hussite.

## Transports
Par la route, Jenišovice se trouve à 7 km de Turnov, à 21 km de Liberec, à 24 km de Semily et à 93 km de Prague.